# Книга на пророк Иоиля
Книга на пророк Иоиля е книга от Стария завет на Библията, една от 12-те книги на малките пророци в Библията. В синодалния превод и Септуагинта се състои от три глави, a в eврейската Библия - от четири, тъй като втората и третата глава в eврейската Библия съставляват втората глава в Синодалния превод и Септуагинта.
Според самата книга автор е самият пророк Иоил от Юдея. Кога е живял и написал книгата си не е ясно. Някои ексерти го считат за един от най-старите пророци, живял през 9 век пр.н.е. Други пък за един от най-новите - от 5 век пр.н.е. Така че датите се различават значително от която и да е друга фигура в Библията.

## Теми
Книгата на Иоил може да се разглежда като обобщение на основните теми, засегнати от библейските пророци: мрачното предсказание за бедствия, предстоящия ден на големия съд, призив за запазване на вярата и към покаяние, за излизане от състоянието на морален сън, радостно очакване на Господното спасение на своя народ. Тя е пропита с очакването за идването на Бог и неговия съд. Иоил е пророк на покаянието, който призовава за пост и молитва. Християните почитат Иоил, включително като пророк на Петдесетница.